# Rooikat
El Rooikat (en afrikáans: Caracal) es un cazacarros construido en Sudáfrica para las Fuerzas de Defensa de Sudáfrica en 1985 y sigue siendo empleado hasta la actualidad. Fue diseñado para combate y reconocimiento blindado. Sus papeles secundarios incluyen apoyo de combate, anti-blindados y operaciones contra la guerrilla. El Rooikat está pensado para misiones de penetración profunda en la frontera, así que se usó un diseño con ruedas que permite una gran velocidad y contrarresta las condiciones de desiertos de arena que harían que vehículos con orugas no se movilizaran bien.

## Capacidades
- Puede escalar obstáculos verticales de 1 metro.
- Puede cruzar trincheras de 2 metros.
- Puede vadear agua de 1,5 metros de profundidad.
- Puede escalar una pendiente de 40 grados.
- Puede desplazarse con inclinación transversal de 30 grados.

## Variantes
- Rooikat 76. con cañón estándar GT4 de 76 mm.
- Rooikat 105: con cañón antitanque GT7 105 mm.[1]

## Usuarios
- Sudáfrica

- Fuerzas de Defensa de Sudáfrica

### Vehículos similares
- Pandur II
- ASLAV
- Boxer MRAV
- LAV-25
 LAV III
 AVGP
- MOWAG Piranha
- VBCI
- / Nurol Ejder
- VBM Freccia
 Centauro B1
- TAB-71
 TAB-77
 TABC-79
 RN-94
- BTR-90
- FNSS PARS
- BTR-3
 BTR-4
- BTR-60
 BTR-70
 BTR-80
- Stryker
 M1128 Mobile Gun System